# Sergio Román Armendáriz
Sergio Román Armendáriz (n. Riobamba, Ecuador, 12 de febrero de 1934) es un docente universitario, poeta y autor teatral ecuatoriano, de larga trayectoria en su país y en Costa Rica.

## Biografía
Nació en el hogar de Nazario Román Krelowa y Alejandrina Armendáriz Carranza. Fue el mayor de tres hermanos. Se casó con María Lidya Sánchez Valverde, profesora costarricense, con quien tiene una hija y tres hijos.
Sus estudios los cumplió en la ciudad de Guayaquil, primero en el Colegio Salesiano Cristóbal Colón (1940-1950), después en el Colegio Nacional Vicente Rocafuerte (1951) donde obtuvo su bachillerato y, finalmente, en la Facultad de Jurisprudencia y Ciencias Sociales de la Universidad de Guayaquil (1952-1958), se graduó de licenciado en Ciencias Sociales (1959). Entre sus actividades extracurriculares de esa época, constan el teatro, el radioteatro y el periodismo. Además formó parte del Club 7 de poesía, en cuya antología figura su nombre (1954).
En Costa Rica, trabajó en el área escénica del Conservatorio Castella (1963). Después, en la Lincoln School (1964-1971), impartió Español y Estudios Sociales y coordinó el "Club de Teatro", el cual, permitió representar con sus alumnos y alumnas "La zapatera prodigiosa" de Federico García Lorca (Teatro Nacional, 1966).
En la Escuela de Estudios Generales de la Universidad de Costa Rica (UCR, 1968-1974), brindó lecciones de Apreciación de la Literatura y coordinó el Teatro de Estudios Generales. También fue profesor en la Escuela de Artes Dramáticas (1973-1974).
En busca de perfeccionamiento académico, obtuvo una beca de la UCR que le permitió matricularse en el Centro Universitario de Estudios Cinematográficas (CUEC / UNAM) y en la Carrera de Literatura Dramática y Teatro de la Facultad de Filosofía y Letras de la Universidad Nacional Autónoma de México, entidades de la que es egresado. Aunque la beca duró sólo dos años (1975-1976), un préstamo le ayudó a completar su programa (1977-1978).
A su regreso, se incorporó a la Escuela de Ciencias de la Comunicación Colectiva (1979), en donde atendió Producción Escrita y Audiovisual, Arte y Comunicación y el Taller de Guion, hasta que se acogió al régimen de trabajadores pensionados (1991).

## Propuesta pedagógica
En marzo de 1999, en el 2º. Congreso Internacional de Educación (que se dedicó a la "Educación, patrimonio y reto del tercer milenio") celebrado en el Estado de Guanajuato, México, presentó su ponencia "De la impresión a la expresión, opción para la creatividad", ponencia que resume su experiencia pedagógica, la cual se apoya sobre las siguientes tres líneas directrices:
1. . Diseñar prácticas que estimulen la inteligencia natural, mediante el cultivo sistemático de la palabra hablada y escrita, la imagen fija o en movimiento y el juego de la retórica y las estructuras.
2. . Modular el análisis, la síntesis y la fantasía gracias al afinamiento progresivo de ejercicios narrativos, expositivos y descriptivos.
3. . Detectar y proyectar razonamientos y emociones con el ánimo de entretejer conocimientos y destrezas personales, profesionales y sociales.

## Obra escrita
- Club 7 poesía (poesía, 1954), con Carlos Benavides Vega, Gastón Hidalgo Ortega, Ileana Espinel y David Ledesma Vásquez
- Cuaderno de canciones (poesía, 1959)
- Función para butacas (teatro, 1972).
- Triángulo (poesía, 1960), con David Ledesma Vásquez e Ileana Espinel.
- 10 cuentos universitarios (editor, 1955) ed. de la Federación de Estudiantes Universitarios del Ecuador, Filial Guayaquil.
- 33 poemas universitarios (editor, 1955) ed. de la Federación de Estudiantes Universitarios del Ecuador, Filial Guayaquil.
- Quince hojas de té de hierba luisa (2015)

Fue también editor de Palabra, órgano de difusión literaria del entonces Departamento de Estudios Generales, de la antigua Facultad de Ciencias y Letras, Universidad de Costa Rica (1968 – 1974); coguionista de Nuestro juramento (35 mm., 93 minutos / 1981), versión libre de la vida del cantante popular Julio Jaramillo, película dirigida por el cineasta mexicano Alfredo Gurrola.
En el lapso 1985-1995, publicó cincuenta artículos breves en la Página 15 del periódico La Nación, de San José, Costa Rica, con el afán de experimentar matices del estilo. Fue también consultor del Programa de teleseries costarricenses, Producciones La Mestiza, El barrio, (Costa Rica, 1995-1996) y del Programa Cultura de Paz, Periodismo de la Buena Noticia, de la Universidad para la Paz. (Costa Rica, 1995-2000).